# 무디 센터
무디 센터(영어: Moody Center)는 미국 텍사스주 오스틴에 위치한 실내 경기장이다. NBA 샌안토니오 스퍼스의 제2홈경기장으로 사용하고 있다.

## NBA경기
| 날짜            | 팀1                 | 스코어         | 팀2               |
| --------------- | ------------------- | -------------- | ----------------- |
| 2024년 3월 15일 | 덴버 너기츠         | 117 - 106      | 샌안토니오 스퍼스 |
| 2024년 3월 17일 | 브루클린 네츠       | 115 - 122 (OT) | 샌안토니오 스퍼스 |
| 2025년 2월 20일 | 피닉스 선스         | 109 - 120      | 샌안토니오 스퍼스 |
| 2025년 2월 21일 | 디트로이트 피스턴스 | 125 - 110      | 샌안토니오 스퍼스 |